# Villa Piovene
La Villa Piovene es una villa del siglo XVI relacionada con el arquitecto Andrea Palladio. Se encuentra en la localidad de Lonedo, en el municipio italiano de Lugo di Vicenza. Forma parte del Patrimonio de la Humanidad declarado por la Unesco.

## Historia
El edificio fue un encargo de la aristocrática familia Piovene y de la familia Cuesta, su arquitecto fue Andrea Palladio. La Villa Piovene se construyó alrededor de 1539-40 en competencia con y cerca de la Villa Godi. Existieron rivalidades entre las familias Godi y Piovene. La villa fue la ambición de Battista Piovene y su hijo Tommaso Piovene, siendo este último, posiblemente, el responsable de este encargo. La familia Piovene parece menos interesada en igualar el tamaño de la Villa Godi que en la elección del taller artesano que llevaría a cabo la obra, el de Giovanni di Giacomo da Polezza de Pedemuro, quien también era responsable de la ejecución de la Villa Godi.

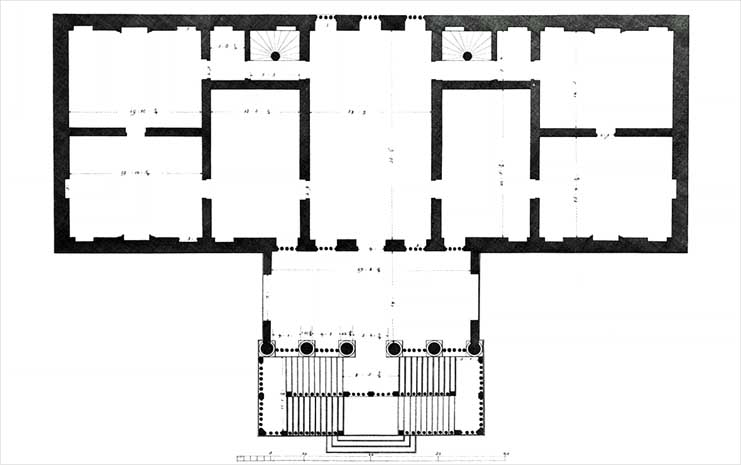
Plano de la Villa Piovene, realizado por Ottavio Bertotti Scamozzi en 1778.

Pocas son las dudas respecto a la implicación de Palladio en la realización de esta obra, que se alza a unos centenares de metros de la villa Godi. Ciertamente, luego este edificio no resulta incluido en Los cuatro libros de arquitectura que publicó Palladio en 1570, aunque tal exclusión también se dio respecto a otras villas acreditadamente obra de Palladio, como la villa Gazzotti o la villa Valmarana de Vigardolo. Son sobre todo las características del edificio las que despiertan la mayor perplejidad: la planimetría es poco significativa, las ventanas rompen la perspectiva sin un orden en particular, el pronaos se inserta con dureza en el cuerpo del edificio.

## Arquitectura

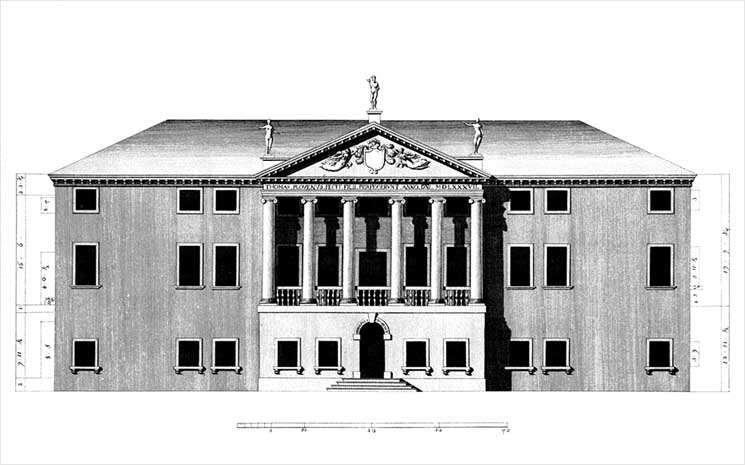
Vista en perspectiva, realizada por Scamozzi, 1778.

De los documentos existentes se deduce que la villa era originalmente más pequeña de lo que hoy aparece. Seguramente, la villa es fruto de al menos tres campañas de trabajo: los documentos certifican la presencia de una casa señorial más pequeña que la actual ciertamente realizada hacia 1541, la cual fue agrandada en un segundo momento con la inserción del pronaos, que muestra grabada la fecha 1587. La logia que proyecta en el centro - seis columnas jónicas sosteniendo un gablete triangular - fue comenzado por Palladio alrededor de 1570 y completada después de su muerte en 1587. Luego, en la primera mitad del siglo XVIII, el arquitecto Francesco Muttoni construye las actuales barchesse (almacenes agrícolas) laterales, arregla el jardín y probablemente realiza la escalera con doble rampa que conduce a la logia. La escenográfica escalinata que da acceso a la villa fue, no obstante, realizada algunos años antes, con la bella verja del 1703.
Actualmente, la villa se contempla contra el fondo pintoresco de un jardín, que se creó en el siglo XIX, situado en la llanura del río Astico.  En 1996 la Unesco incluyó el edificio dentro del lugar Patrimonio de la Humanidad «La ciudad de Vicenza y las villas palladianas del Véneto».